# Café Europa (1960)
Café Europa ist ein US-amerikanischer Musikfilm von Norman Taurog aus dem Jahr 1960. Es war der fünfte Film, in dem Elvis Presley als Schauspieler auftrat und der erste nach seiner Zeit bei der Army.

## Handlung
Die in der Bundesrepublik Deutschland stationierte Panzereinheit um den jungen Soldaten Tulsa wird nach Frankfurt am Main verlegt. Am Wiesbadener Hauptbahnhof treffen die GIs auf den Soldaten Turk, der gerade aus Frankfurt kommt. Er erzählt von seinen Affären, muss jedoch zugeben, dass er bei der schönen Lili nicht landen konnte. Bis zur Haustür durfte er sie bringen, sie jedoch nicht mit in ihre Wohnung begleiten. Er wettet mit dem Schürzenjäger Dynamite, dass auch er es innerhalb von sieben Tagen nicht schaffen wird, mit Lili allein eine Nacht zu verbringen. Tulsa, der seinem Chef Sgt. McGraw gerade mehrere hundert Dollar für einen in der Heimat geplanten Nachtclub für seine Dreimannband abgeschwatzt hat, setzt alles Geld darauf, dass Dynamite Lili verführen kann. Noch am Bahnhof wird Dynamite jedoch aufgrund seiner Eskapaden und den damit einhergehenden Beschwerden der Väter nach Alaska strafversetzt. Seine Freunde überreden Tulsa, an Dynamites Stelle die Wette zu übernehmen, und der sagt notgedrungen zu.
Lili ist Tänzerin im Frankfurter Café Europa. Obwohl sie Tulsa gegenüber zunächst abweisend ist, beginnt sie sich für ihn zu interessieren, nachdem er im Café gesungen hat. Um einem anderen aufdringlichen Verehrer zu entgehen, verlässt sie mit Tulsa überstürzt das Café. Tulsas Freund Cookie verliebt sich unterdessen in die italienische Serviererin Tina. Es gelingt ihm, mit Tina in ihre Wohnung zu gehen. Kurze Zeit später erscheinen auch Tulsa und Lili, die den gesamten Abend miteinander verbracht haben und nun auf der Wohnung etwas essen wollen – Lili und Tina teilen sich eine Wohnung und Tulsa und Cookie gehen, da die Wette nur gilt, wenn Tulsa mit Lili allein ist.
Lili verabredet sich für den nächsten Tag mit Tulsa und beide fahren nach Rüdesheim am Rhein, wo sie mit der Seilbahn zum Niederwalddenkmal herauffahren, eine Schiffstour auf dem Rhein machen und sich eine Kasperletheatervorstellung ansehen (hier singt Presley den Nr.1-Hit "Wooden Heart/Muss i denn"). Als Tulsa Lili zum ersten Mal küsst, bekommt er ein schlechtes Gewissen wegen der laufenden Wette. Am nächsten Tag geht er zu Lili in die Garderobe und trennt sich von ihr, da er für sie mehr empfinde, als er als stationierter Soldat es sollte. Er kündigt Cookie gegenüber die Wette auf.
Wenig später wird er zu seinem Bandkollegen Rick gerufen, der, seit er in Frankfurt ist, nach seiner früheren Verlobten Marla gesucht hat. Nun hat er sie endlich gefunden. Sie hat ein uneheliches Kind von ihm und beide planen spontan, in Heidelberg zu heiraten. Tulsa soll auf den kleinen Junior aufpassen. Obwohl der ihm als ruhiges Baby vorgestellt wurde, beginnt er schon nach wenigen Minuten allein mit Tulsa zu schreien. In seiner Not ruft Tulsa schließlich Lili an, bringt Junior zu ihr und versorgt das Baby die gesamte Nacht mit ihr. Er hat nun unbeabsichtigt die Wette gewonnen.
Am nächsten Tag soll Lili mit den Soldaten bei einer Veranstaltung auftreten. Sie hört von der Wette und glaubt, dass Tulsa das Baby nur benutzt habe, um in ihre Wohnung zu gelangen, und es sich sonst nicht gewagt hätte. Sie wendet sich enttäuscht von ihm ab und nennt ihn einen Feigling. Schließlich erfährt sie von Marla, dass Tulsa tatsächlich Babysitter spielen sollte. Auch die Strafversetzung Tulsas durch Capt. Hobart, der eine Verführung argloser junger Frauen durch Tulsa vermutet, kann so abgewendet werden. Nach den Auftritten von Lili und Tulsa mit seinen Bandkollegen Cookie und Rick fallen sich die Paare in die Arme: Rick und Marla, Cookie und Tina und Tulsa und Lili.

## Produktion
Elvis Presley kehrte nach seiner Zeit als GI in Deutschland im März 1960 in die USA zurück. Die Dreharbeiten für Café Europa begannen am 26. April 1960 und endeten am 24. Juni 1960. Der Film kam am 23. November 1960 in die US-amerikanischen Kinos und spielte 4,3 Millionen Dollar ein. In Deutschland lief er am 23. Dezember 1960 an.

### Aufnahmeorte
Die meisten Szenen von Café Europa entstanden in den USA. Viele Außenszenen wurden jedoch bereits im Vorfeld in Deutschland gedreht; so zum Beispiel mit der Kabinenseilbahn auf dem Rüdesheimer Berg, an den Hauptbahnhöfen in Wiesbaden und Frankfurt am Main, vor der ehemaligen Edwards Kaserne an der Homburger Landstraße im Frankfurter Stadtteil Frankfurter Berg, auf dem König-Adolf-Platz in Idstein sowie auf dem Truppenübungsplatz Wildflecken in Bayern. Die in Deutschland gedrehten Außenaufnahmen wurden in Presleys Abwesenheit gedreht und später in den Film geschnitten.
Folgende Originalschauplätze sind unter anderem im Film zu sehen:

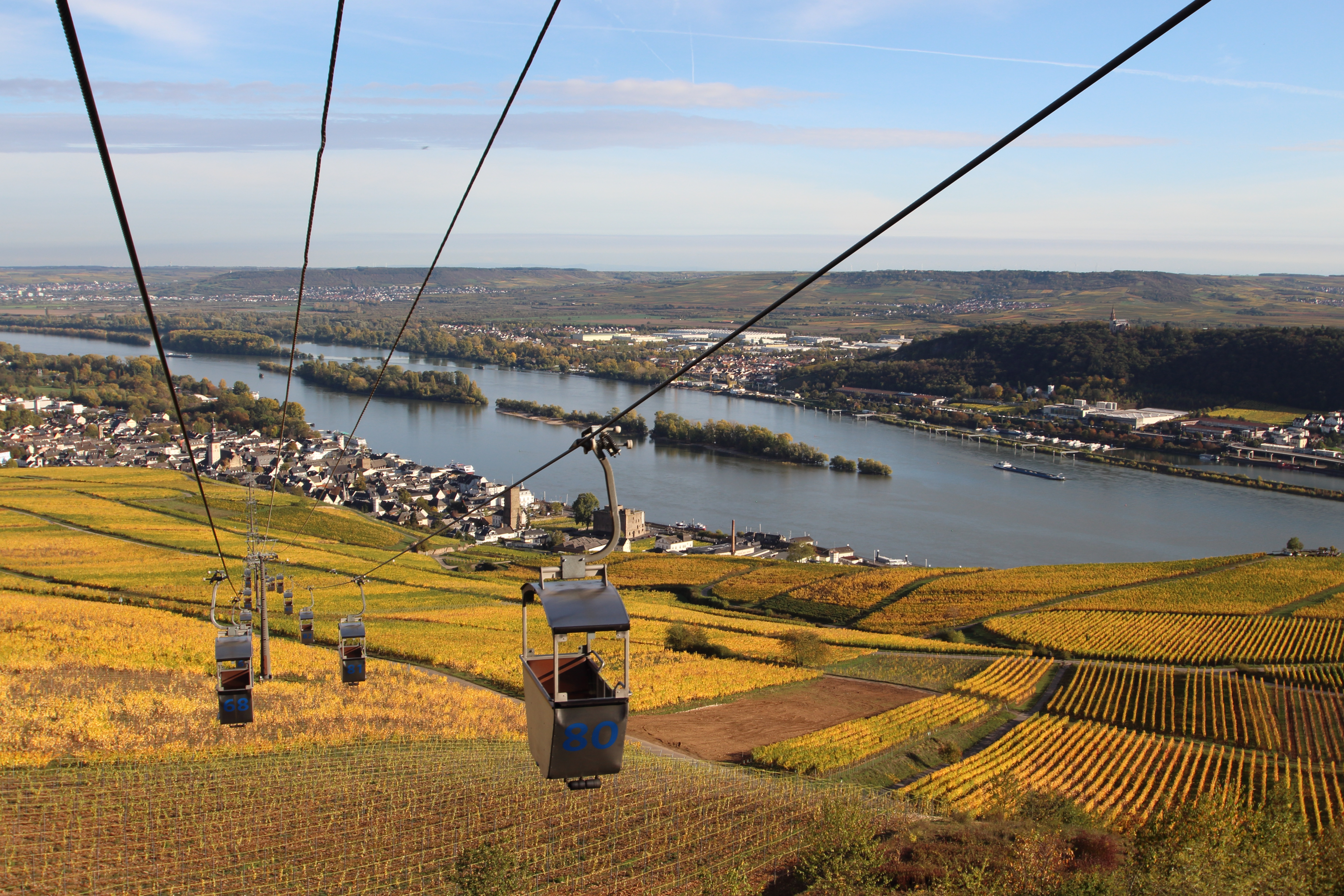
Seilbahn Rüdesheim zum Niederwalddenkmal
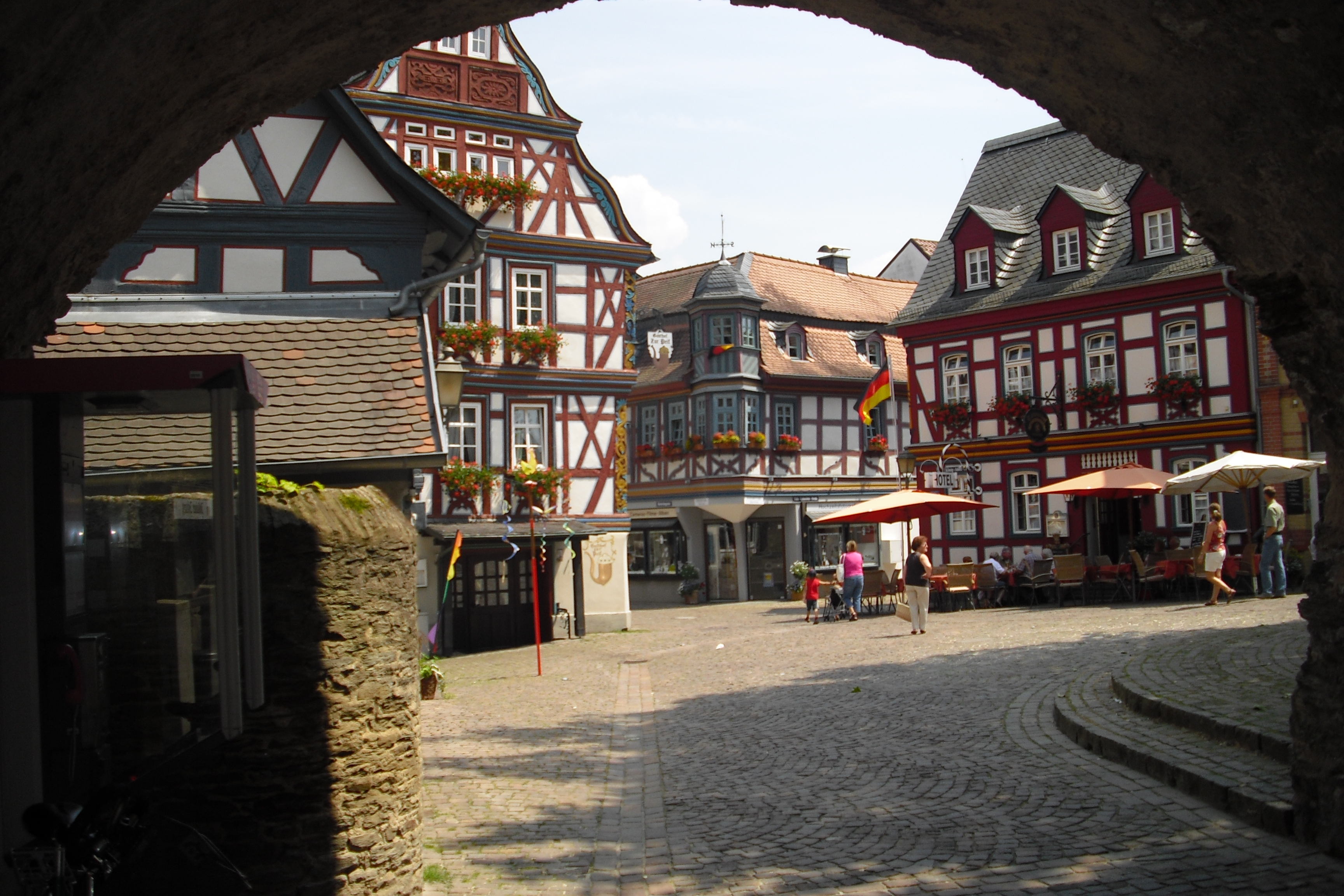
Torblick auf den Idsteiner König-Adolf-Platz mit dem Taunushof (rechts); dem Ort, an dem Elvis vermeintlich G.I. Blues und Doin‘ the best I can singt.
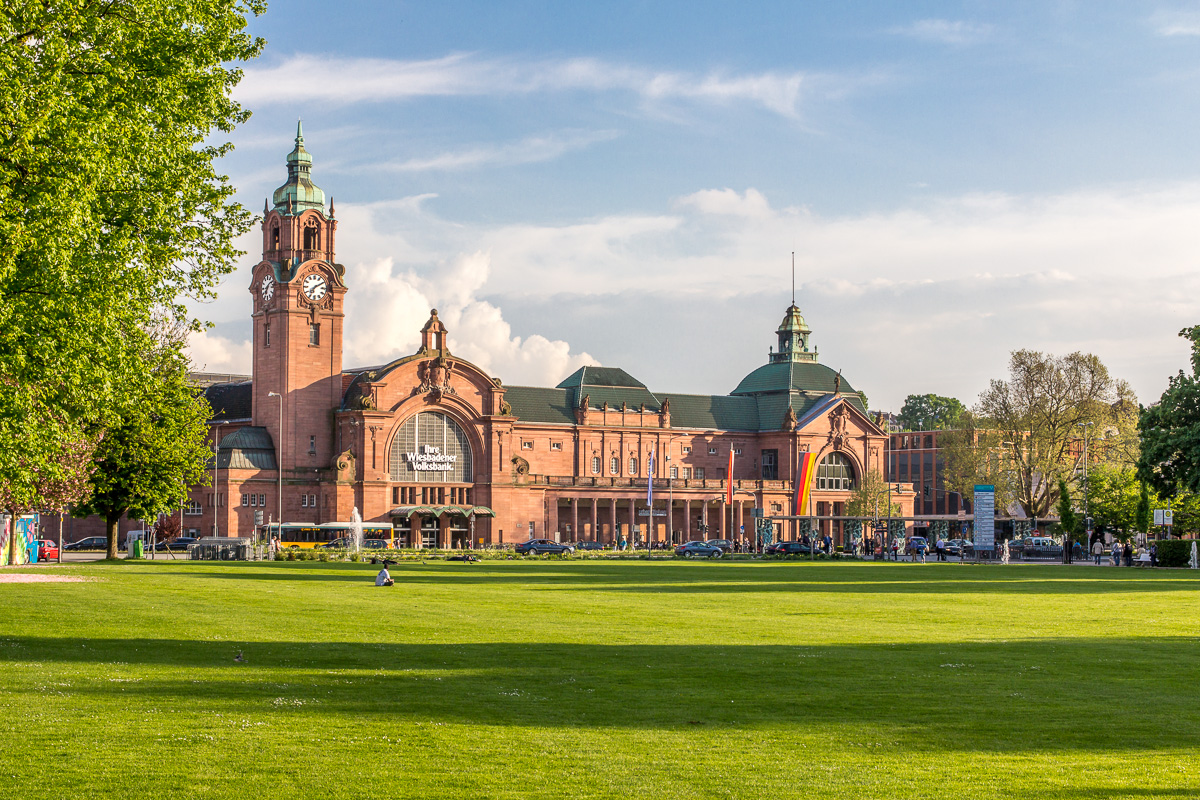
Hauptbahnhof Wiesbaden
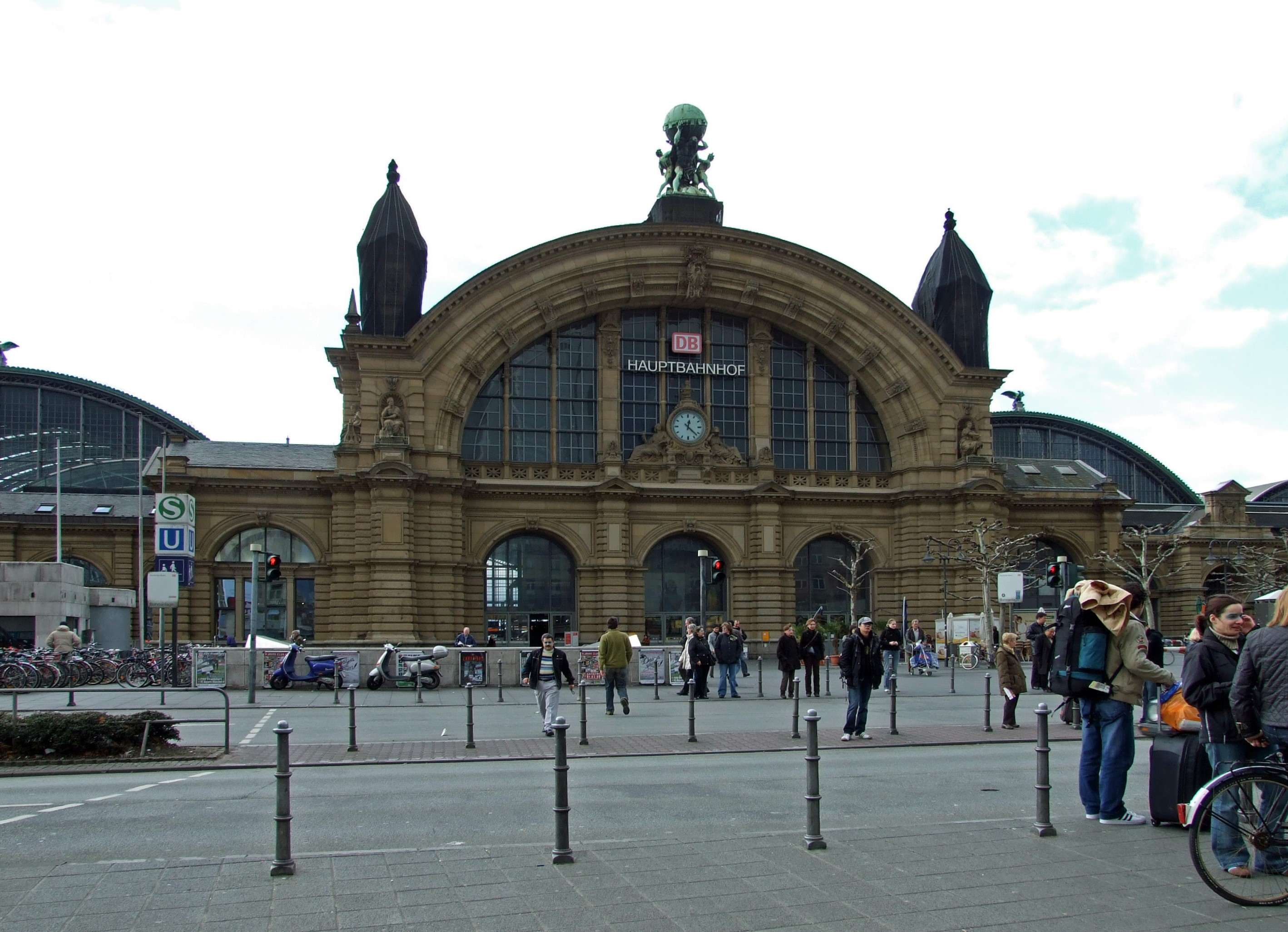
Hauptbahnhof Frankfurt am Main

### Lieder

Wurde durch den Film in Deutschland populär: Die Volksliedadaption Wooden Heart.

Elvis Presley, der in der deutschen Fassung von Rainer Brandt synchronisiert wird, singt im Film die Lieder:
- What's She Really Like (Sid Wayne/Abner Silver)
- G.I. Blues (Sid Tepper/Roy C. Bennett)
- Doin' The Best I Can (Doc Pomus/Mort Shuman)
- Blue Suede Shoes (Carl Perkins) – als Jukebox-Lied zu hören
- Frankfurt Special (Sid Wayne/Sherman Edwards)
- Shoppin' Around (Sid Tepper/Roy C. Bennett/Aaron Schröder)
- Tonight Is So Right For Love (Sid Wayne/Abner Silver)
- Wooden Heart (Bert Kaempfert/Kay Twomey/Fred Wise/Ben Weisman)
- Pocketful Of Rainbows (Fred Wise/Ben Weisman)
- Big Boots (Sid Wayne/Sherman Edwards)
- Didja Ever (Sid Wayne/Sherman Edwards)

Der Film führte in Deutschland zu einer großen Nachfrage nach dem Titel Wooden Heart, Elvis Presleys Cover-Version des Volkslieds Muss i denn, muss i denn zum Städtele hinaus. Innerhalb weniger Wochen wurden in Deutschland rund 400.000 Platten verkauft. Der Bayerische Rundfunk und der Westberliner Rundfunk boykottierten die Presley-Version jedoch. Als Grund wurde die „bewußte […] Verschnulzung deutscher Volkslieder“ angegeben und der Anspruch der Sender, Volksmusik nur „ernsthaft“ pflegen zu wollen.

## Kritik
Der Spiegel kritisierte den Film als klischeehaft:

„Elvis Presley […] posiert in diesem Postkarten-Film erstmalig verinnerlicht; er brüllt nicht mehr ekstatisch, sondern wimmert in GI-Uniform heimelig Muß i denn und G'schichten aus dem Wiener Wald. Die Handlung, mit der die zehn Blubber-Nummern des Nato-Soldaten garniert wurden, strotzt von rührenden Klischees: Frolleins, Kasperle-Theater und Pumpernickel ergeben ein Bild deutscher ‚Gemütlichkeit‘, wie es amerikanische Bilder-Blätter ihren Lesern beharrlich weiszumachen versuchen.“

Der film-dienst befand: „Wer Presley aus früheren Filmen kennt, ist einigermaßen überrascht, hier eine wesentlich sympathischere Neuausgabe des singenden ’Zitteraals‘ zu entdecken. Hoffentlich nutzt er die Chance, in ein anderes Fahrwasser zu kommen. Daß der Rock'n'Roll so gut wie tot ist, beweist auch dieser Film.“
Das vom film-dienst 1990 herausgegebene Lexikon des Internationalen Films kritisierte, dass, „will man der Filmstory glauben, […] amerikanische Soldaten zur Zeit ihrer Ausbildung nichts anderes zu tun [haben], als deutsche Mädchen zu becircen und in biederen Weinschänken Remmidemmi zu machen. […] Gerockt wird nur sehr zurückhaltend; dafür versucht sich Elvis an Walzern, Wiegenliedern und dem deutschen Volksliedgut.“
Cinema nannte Café Europa eine „musikalische Schnulze“, in der Presley seine GI-Zeit nachspielt: „ohne Rock ’n’ Roll, aber dafür mit viel Schmalz“
Für Time Out London war der Film farblos („bland“) und die erste in einer Reihe von faden, routinemäßig abgedrehten Musikkomödien mit Elvis Presley in der Hauptrolle.

## Auszeichnungen
Café Europas Soundtrack wurde 1961 in der Kategorie „Best Soundtrack Album or Recording of Original Cast from a Motion Picture or TV“ für einen Grammy nominiert. Der Film erhielt 1961 eine Nominierung für den WGA Award in der Kategorie „Best Written American Musical“, verlor jedoch gegen Anruf genügt – komme ins Haus (OT: Bells Are Ringing). Bei den Laurel Awards verlor Café Europa in der Sparte „Top Musical“ gegen Pepe – Was kann die Welt schon kosten (OT: Pepe).